# George Saunders
George Saunders, född 2 december 1958 i Amarillo i Texas, är en amerikansk författare, främst känd för sina noveller och kortromaner.
År 2006 tilldelades Saunders ett MacArthur Fellowship. Saunders har varit finalist i National Book Award år 2013 med novellsamlingen Tionde december (Tenth of December: Stories).
2017 tilldelades han Bookerpriset för romanen Lincoln in the Bardo.